# Schloss Freiberg

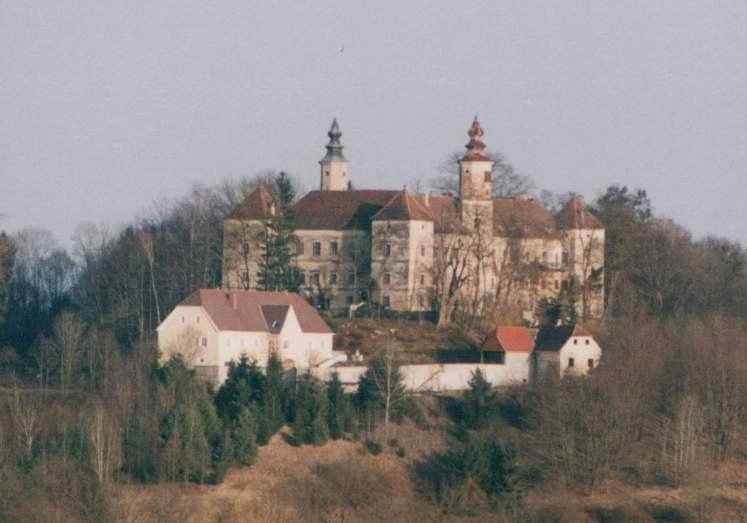
Schloss Freiberg

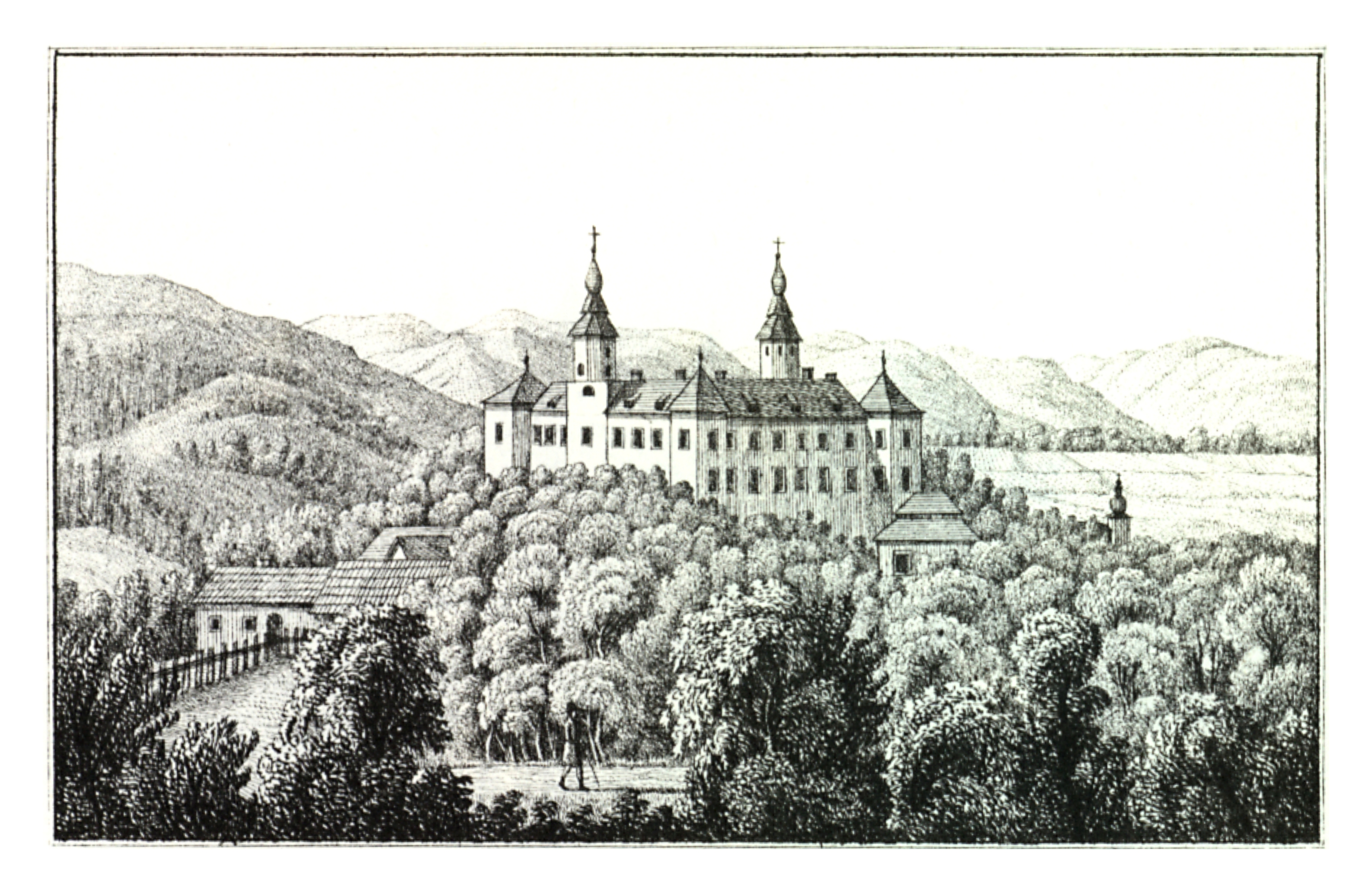
Schloss Freiberg um 1820, Lith. J.F. Kaiser

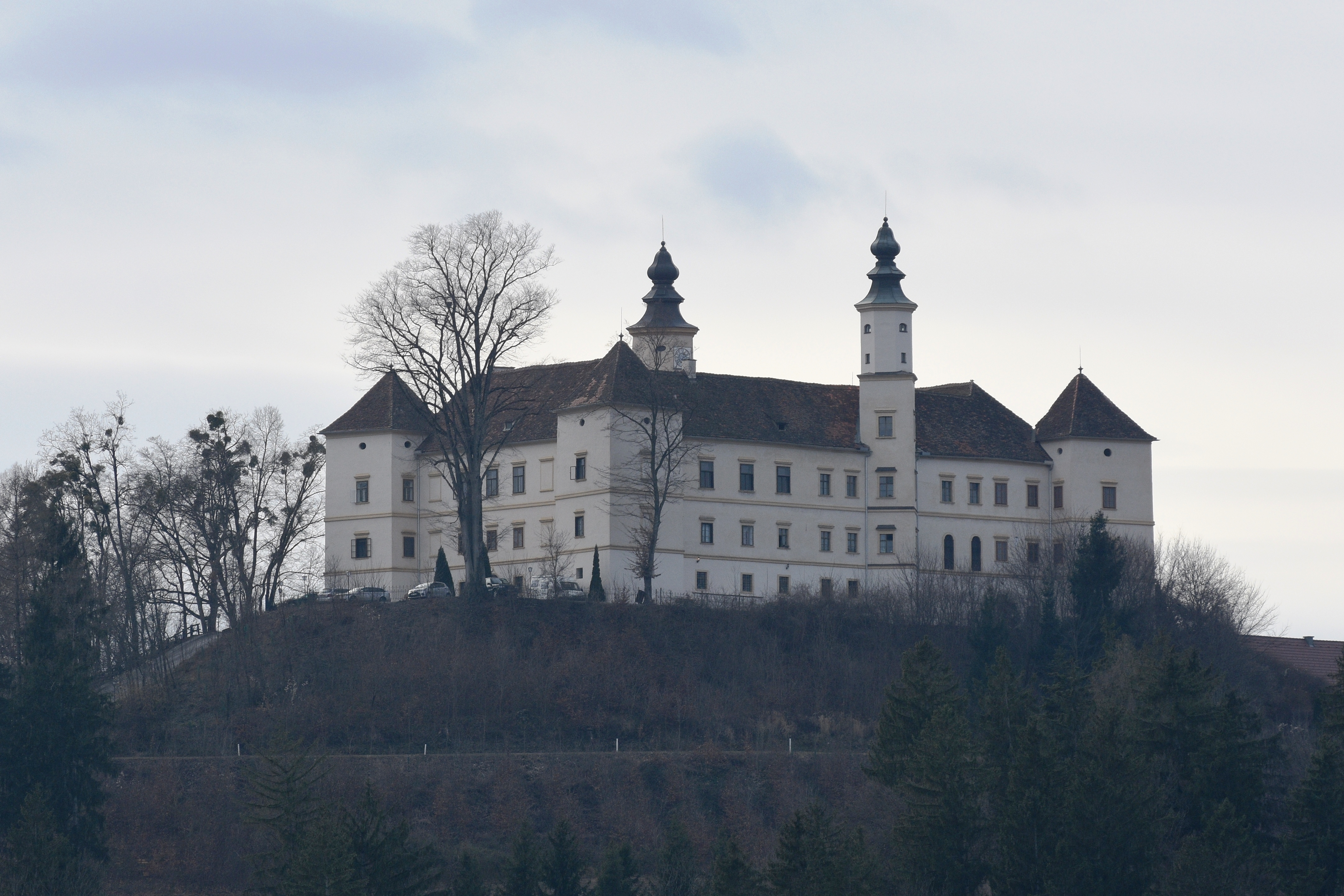
Ostansicht vom Schloss Freiberg

Schloss Freiberg ist ein aus dem 12. Jahrhundert stammendes Schloss in der Gemeinde Ludersdorf-Wilfersdorf, Steiermark, Österreich.

## Geschichte
Das Schloss wurde von den „Freynbergern“ gebaut und das erste Mal urkundlich im Jahre 1472 erwähnt. Im Jahre 1636 gelangte es in den Besitz des Grafen Ott Gottfried von Kollonitsch, Mitglied eines kroatischen Adelsgeschlechts, der es zum Renaissanceschloss ausbauen ließ. 1679 kam das mittlerweile verschwundene Schloss Mühlhausen und die dazugehörige Herrschaft zu Freiberg. Später fanden nur geringe bauliche Veränderungen statt, wie beispielsweise die Kapelle und der Hauptaufgang 1747, der Festsaal im Rokoko.
Nach dem Aussterben des Geschlechts der Kollonitsch im Jahre 1874 wechselten rasch die Besitzer. Im Verlauf der Kriegs- und Nachkriegszeit des Zweiten Weltkrieges geriet das Schloss in einen Zustand, der die baupolizeiliche Schließung gerechtfertigt erscheinen ließ. Es wurde von Fischer gekauft, der wesentliche Sanierungsarbeiten durchführte. Sein plötzlicher Tod überantwortete Freiberg neuerlich einem ungewissen Schicksal.

## Ab 1973
Im Jahre 1973 erwarben Erich Mohringer und Walter Haibel das heruntergekommene Schloss vom Land Steiermark und dem Sohn von Fischer. In jahrzehntelanger Eigeninitiative renovierten sie die Räume und errichteten Wohnungen. So wurde das Schloss wieder belebt.
Im Erdgeschoß wurde ein Gasthaus (Walter Haibel) und die Buchbinderei von Erich Mohringer eingerichtet. Vor allem in den 1970er, 1980er und 1990er Jahren entstand hier ein bedeutender kultureller Treffpunkt. Im Festsaal des Schlosses traten Gruppen wie die Erste Allgemeine Verunsicherung und S.T.S. das erste Mal an die Öffentlichkeit.
Jazzgrößen wie Art Lande, Cecil Taylor und andere kamen hierher. Gerald Brettschuhs erste große Ausstellung fand im Schloss Freiberg statt. 1976 wurde eine dreiwöchige Künstlerklausur mit österreichischen Künstlern, unter ihnen Franz Motschnig (heute Franz Yang-Močnik) organisiert. Marie-Thérèse Escribano mietete sich 1982 ein. Bernhard Hüttenegger wohnte hier und schrieb danach den Roman Tarnfarbe. Mehrere Jahre lebten hier u. a. Peter Ratzenbeck, Hartmut Skerbisch und Thomas Zehetmair.
Nach dem Tod von Erich Mohringer wurde dessen Schlosshälfte von seinen Erben (vier Kinder) übernommen. Heute wird Erich Mohringers Buchbinderei von dessen Tochter Alexandra und ihrem Mann Johann Kober weiter geführt.
Walter Haibel verkaufte seine Schlosshälfte im Frühjahr 2007.
Das Schloss steht unter Denkmalschutz, ist öffentlich zugänglich und wird unter anderem als Ausstellungsort für Werke heimischer Künstler und sonstige Veranstaltungen zur Verfügung gestellt.

## Kunst und Kulturinitiativen

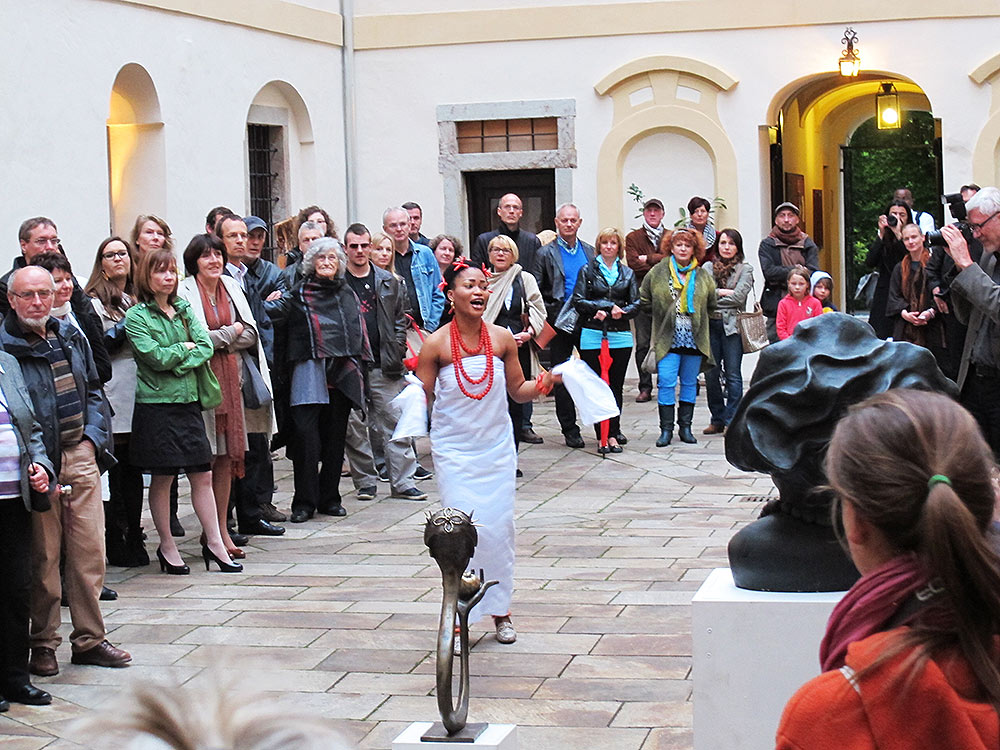
Aprilfestival im Schloß Freiberg

In den Jahren 2013 und 2014 hat der Künstler Winfried Lehmann je eine Kunstveranstaltung im Schloß als Beitrag zum Aprilfestival von Kunst Ost realisiert. Dafür gewann er den Unternehmer Ewald Ulrich, dessen Firmenzentrale im Schloß etabliert ist, als Kooperationspartner. Daraus entwickelte sich 2014 das Aprilfestval als eine eigenständige Kulturinitiative.